# Passiflora reitzii
Passiflora reitzii är en passionsblomsväxtart som beskrevs av J. da Costa Sacco. Passiflora reitzii ingår i släktet passionsblommor, och familjen passionsblomsväxter. Inga underarter finns listade i Catalogue of Life.